# Latouche-Tréville (croiseur cuirassé)
Pour les autres navires du même nom, voir Latouche-Tréville (navire).
Le Latouche-Tréville est un croiseur cuirassé de classe Amiral Charner qui est en service dans la Marine française de 1895 à 1920. Il est nommé d'après le vice-amiral Latouche-Tréville (1745-1804).

## Carrière
(mai 2012).
- 1895 : division navale de l'École supérieure de guerre[2].
- 1897 : escadre de la Méditerranée (au Levant).
- juin 1897 : mis en réserve à Toulon.
- octobre 1897 à 1899 : escadre de la Méditerranée.
- octobre 1901 : il est envoyé à Mytilène pour accélérer la ratification des accords de Mytilène.
- février 1905 : mis en réserve à Toulon.
- février 1907 : sert d'annexe pour des exercices de canonnage. Lors d'un exercice de tir aux Salins-d'Hyères le 22 septembre 1908, se produit un accident qui tue quatorze marins au total. « Une vingtaine de matelots s’affaire autour du canon de 350 du croiseur cuirassé Latouche-Tréville. Il est tard, l’exercice de tir touche à sa fin, chacun est fatigué mais heureux. Soudain, un bruit terrible, un éclair dévastateur, une monstrueuse boule de feu en expansion constante jaillit de la tourelle commandant la pièce d’artillerie. Après quelques minutes de cauchemar, au moment où les premiers secours arrivent, on relève des dizaines de blessés horriblement brûlés… et treize marins ont perdu la vie. (...) Cet accident provoqua la démission du Ministre de la Marine »[2] Gaston Thomson.
- décembre 1912 : le bateau est réarmé.
- 1914-1919 : participe aux combats de la Première Guerre mondiale :
  - 1914 : Bizerte, Casablanca, blocus du canal d'Otrante.
  - 1915 : bataille des Dardanelles (subit une avarie le 4 juin 1916 lors de bombardements).
  - 1916-1918 : expédition de Salonique, puis blocus de la Grèce.
- décembre 1918 : ramène le corps du contre-amiral Victor Sénès, mort lors du torpillage le 27 avril 1915 du Léon Gambetta à 5 milles marins des côtes italiennes, naufrage qui aurait fait 684 morts (sur 821 hommes d'équipage)[3].
- 26 février 1920 : désarmé.
- 1926 : démoli.

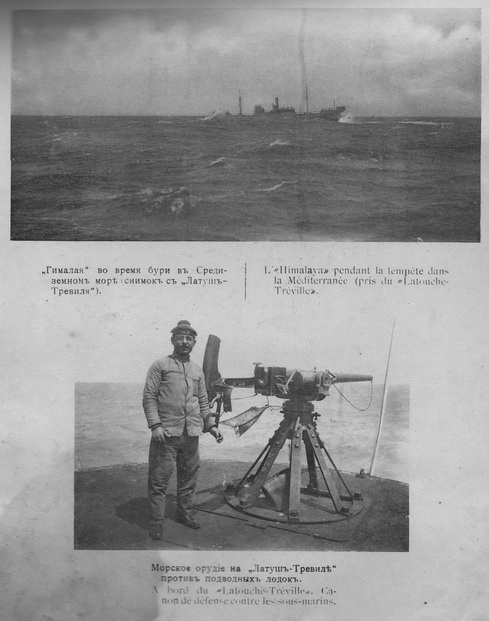
Pièce anti-soumarine.